# Huo Xingxin
Dans ce nom, le nom de famille, Huo, précède le nom personnel.
Pour les articles homonymes, voir Huo.
Huo Xingxin (née le 19 janvier 1996 à Nankin) est une escrimeuse chinoise dont l'arme de prédilection est le fleuret.
Après un titre en fleuret par équipes lors des Championnats d'Asie 2016, elle remporte l'épreuve de fleuret individuel lors des Championnats d'Asie 2017.